# Foni Jarrol
Foni Jarrol är ett distrikt i Gambia. Det ligger i regionen West Coast, i den sydvästra delen av landet, 80 km öster om huvudstaden Banjul. Antalet invånare var 6 883 vid folkräkningen 2013. Den största orten då var Wassadu.